# Doctor Juan Eulogio Estigarribia
Doctor Juan Eulogio Estigarribia – die Stadt und der Distrikt mit dem längsten Namen in Paraguay – liegt im Departamento Caaguazú 215 km östlich von Asunción. Das Stadtgebiet hat etwa 15.100 Einwohner, der gesamte Distrikt 37.650. Umgangssprachlich wird die Stadt Campo 9 genannt.

## Geschichte
Die Ureinwohner, die das Gebiet rund 200 Jahre vor der Ankunft der Europäer besiedelten, nannten es Maracaná, der Name eines Kazike und einer Papageienart. Um 1930 zog eine Dora Bergmann an diesen Ort und eröffnete eine Werkstatt (Obraje), in der Indios Textilien herstellten. 1948 siedelten sich 1641 deutschstämmige Mennoniten aus Kanada unter der Anführung der Familie Hildebrand an. Sie gründeten die Kolonie Sommerfeld (33.000 Hektar) und die Kolonie Bergthal (11.000 Hektar). 1953 kamen weitere hinzu, welche die Kolonie Luz y Esperanza gründeten. Im Jahr 1956 wurde im Land eine Agrarreform durchgeführt, um der landlosen Bevölkerung Agrarland zur Verfügung zu stellen. Dafür wurden 6000 Hektar der Kolonie Sommerfeld an paraguayische Bauern aus den Departamenten Paraguarí und Cordillera verteilt. Der Ort hieß ab dann offiziell Kolonie Presidente Stroessner. Am 13. November 1981 wurde der Distrikt Doctor Juan Eulogio Estigarribia als Abspaltung von den Distrikten Caaguazú und Doctor Juan Manuel Frutos geschaffen.

## Wirtschaft
Bei der Viehwirtschaft steht die Milchproduktion im Mittelpunkt, die in industrialisierter Form durchgeführt wird. Außerdem wird von den Mennoniten der mechanisierte Anbau von Soja und Weizen betrieben.

## Bildung
Es gibt in der Stadt mehrere Universitäten:
- Universidad Tecnológica Intercontinental – UTIC
- Universidad Internacional Tres Fronteras
- Universidad Nacional de Caaguazú